# Radio Bienestar AM
Radio Bienestar fue una emisora de radio peruana, que se dedicaba a la venta de espacios relacionados con temas de salud y espiritualidad, en las horas libres transmitía música instrumental y baladas en español. Era propiedad de CRP Radios.

## Historia
Fue lanzado el 10 de enero de 2015 en la frecuencia 1360 AM inicialmente solo con programación de música instrumental. Sin embargo, al poco tiempo, se agregó programas de salud y mensajes de reflexión a la programación. En 2016, Bienestar empezó a transmitir simultáneamente en la frecuencia 760 AM debido al relanzamiento de su radio hermana Radiomar, la cual pasó a emitir exclusivamente por FM, por lo que su frecuencia fue cedida Bienestar. Desde agosto de 2019, la emisora agregó canciones de baladas de las décadas de 1970 a 1990 a la programación. En 2021 Radio Bienestar empezó a emitir espacios pagados religiosos de religión cristiana. En 2022, agrega baladas de 2000 a 2010 a su programación. En 2023 agregan bachatas y temas de pop latino antiguo a su programación.
El 30 de noviembre de 2024 en horas de la noche la emisora dejó de transmitir en los 760 y 1360 AM y en su señal de streaming, además que su portal web fue desactivado; siendo reemplazada desde el día siguiente por Bethel Radio en ambas frecuencias de los 760 - 1360 AM en Lima.